# استفن تاتاو
استفن تاتاو (انگلیسی: Stephen Tataw; ۳۱ مارس ۱۹۶۳) بازیکن فوتبال اهل کامرون بود.
از باشگاه‌هایی که در آن بازی کرده‌است می‌توان به باشگاه فوتبال ساگان توسو اشاره کرد.
او همچنین در تیم ملی فوتبال کامرون بازی کرده‌است.